# Eumetopiella engeli
Eumetopiella engeli är en tvåvingeart som beskrevs av Lindner 1928. Eumetopiella engeli ingår i släktet Eumetopiella och familjen fläckflugor. Inga underarter finns listade i Catalogue of Life.